# Floirac (comuna suprimida)
Floirac era una comuna francesa situada en el departamento de Charente Marítimo, de la región de Nueva Aquitania, que el 1 de enero de 2018 fue suprimida al fusionarse con la comuna de Saint-Romain-sur-Gironde, formando la comuna nueva de Floirac.

## Demografía
| Gráfica de evolución demográfica de Floirac entre 1800 y 2015 |
|                                                               |

Los datos demográficos contemplados en este gráfico de la comuna de Floirac se han cogido de 1800 a 1999 de la página francesa EHESS/Cassini, y los demás datos de la página del INSEE.